# Chuchel
Chuchel — відеогра 2018 року, розроблена компанією Amanita Design.

## Розповідь
У грі розповідається про головного героя Чучеля, істоту в стилі пилу, коли він намагається повернути вишню, яку вкрав велетень одного ранку, а його все-в-одному найкращий друг, ворог і улюбленець Кекел або допомагає, або заважає йому на цьому шляху . Гра побудована на короткі, слабко пов’язані епізоди боротьби Чучела, щоб повернути та зберегти вишню; епізодичність підкреслюється окремими рівнями заголовка.
На останньому рівні з’ясовується, що гігантська рука, яка дражнить Чучеля вишнею, насправді є більшою істотою в стилі Чучеля на ім’я Чрчел;  він ковтає Чучела та Кекеля, які дістають вишню з його шлунка, і підіймаються до його мозку, щоб перевести його з «сварливого» на «щасливий». Щасливий тепер велетень доставляє Чучела та Кекеля додому, де вони нарешті розлучаються та їдять вишню, лише щоб отримати величезну купу, яку приніс велетень, який потім починає переслідувати велику грушу, яку несе ще більша рука.

## Ігровий процес
Гра складається з 30 рівнів. Гравець керує однойменним Чучелом, завданням якого є знайти вишню. Рівні різні, і більшість з них є пригодницькими, але деякі складаються з міні-ігор, включаючи пародиї на Pac-Man, Flappy Bird, Tetris, Space Invaders, Donkey Kong і Super Mario Bros. Коли Чучел знаходить вишню, з'являється антагоніст Chrchel і краде її. Чучелу допомагає його домашній улюбленець Кекель, який допомагає йому повернути вишню.

## Розвиток
Гра була розроблена компанією Amanita Design. Дизайнер Яромир Плачі почав працювати над грою після того, як закінчив роботу над Botanicula у 2012 році. Плачі заявив, що хотів створити інтерактивний мультфільм з кумедною анімацією. Він придумав персонажа Чучела (слова "чучел" "офіційно" не існує, але це очевидне поєднання двох схожих чеських слів "chumel" (затискач або клубок) і "chuchvalec" (заплутана маса або згусток)), коли вирішив намалювати перше, що прийшло йому в голову. Потім Плачі спроектував оточення і перетворив його на реальні рівні.
20 грудня 2018 року Amanita Design випустила оновлення для гри, змінивши колір тіла Чучела на помаранчевий, у відповідь на те, що в деяких реакціях цей персонаж інтерпретувався як расистський стереотип під назвою Blackface. Деякі рівні також були дещо змінені, щоб відповідати новому кольору Чучела.